# Tone Kunaver
Tone Kunaver (* 1950 in Ljubljana) ist ein ehemaliger jugoslawischer Radrennfahrer und nationaler Meister im Radsport.  

## Sportliche Laufbahn
Kunaver stammt aus dem slowenischen Teil des Landes. 1970 siegte er in der nationalen Meisterschaft im Straßenrennen. 1967 und 1973 wurde er Dritter der Meisterschaften. 
1970 fuhr er die Internationale Friedensfahrt. Er schied in dem Etappenrennen aus. Auch in der Polen-Rundfahrt und der Bulgarien-Rundfahrt war er für die jugoslawische Nationalmannschaft am Start.